# 猴島的秘密
《猴島的秘密》是美國遊戲公司LucasArts在1990年推出、以海盜為題材改編的電子冒險遊戲，且為此遊戲系列《猴島小英雄》的首部作品。

## 遊戲玩法
作品的架構是第三人稱的2D冒險遊戲，玩家可使用滑鼠來操控玩家角色小蓋、並可使用12項指令（包含「對話」、「走動」、「撿取」等等）來讓小蓋與其它角色互動、或探索周遭事物、尋找重要物品，以獲得解謎的資訊。
《猴島的秘密》與其它LucasArts出品的冒險遊戲相同，在遊戲中不加入會去威脅玩家角色生命、死去的情況，可以讓玩家在輕鬆的氣氛下遊玩。

## 劇情
《猴島的秘密》故事架構在一個幻想的加勒比海世界。在加勒比海某處，有一個立志成為海盜、名為「蓋伯拉許·崔普伍德」（中文電子遊戲雜誌多以「小蓋」簡稱）的青年，為了實現心中的夢想，來到海盜聚集的混亂島（Melee Island）上來試運氣。
之後小蓋得知要成為真正的海盜必須通過比劍術、找尋秘寶、偷竊技術三項考驗。而小蓋就在試煉的過程中，除了面對各種形形色色人物、奇異的挑戰外，也遇到了他一生中心儀的女性──混亂島領主「伊蓮·瑪蕾」，以及他永遠的死對頭──率領殭屍海盜軍團、居心想奪取伊蓮為妻的邪惡船長「老查克」。

## 遊戲開發

### 經緯
在1988年羅恩·吉伯特製作完電子遊戲《異形大進擊》後，開始構思一份以海盜為題材的冒險遊戲。該作品的主要靈感來自吉伯特之前閱讀提姆·鮑爾斯以海盜為題材的小說《幽靈海》，以及兒時在迪士尼樂園遊玩裡個人最喜愛的遊樂設施《加勒比海盜》。之後吉伯特將他的點子介紹給LucasArts的遊戲開發人員後獲得不差的反應，但當時吉伯特與製作群正忙於製作以電影《聖戰奇兵》改編的同名冒險遊戲、而暫時無法接案。到1989年《聖戰奇兵》上市後，LucasArts才開始讓開發人員接手吉伯特所提出的案子。
在遊戲一開後不久，吉伯特發現《猴島的秘密》單靠他一人難以開發完成，於是吉伯特邀請了之前他所聘請到LucasArts工作的設計師提姆·謝弗與戴夫·葛羅斯曼兩名人員一同加入《猴島的秘密》開發團隊。之後吉伯特發現謝弗與葛羅斯曼兩人在構想遊戲内容的風格的方向上不盡相同，而分配兩人先各自負責在不同的遊戲段落及角色，之後再依遊戲開發情況來從兩方的內容做修改。事後葛羅斯曼認同吉伯特的這項決策，認為這可讓他與謝弗一方面盡情發揮創意、另一方面也對將點子整合於作品裡有幫助。

### 作品架構

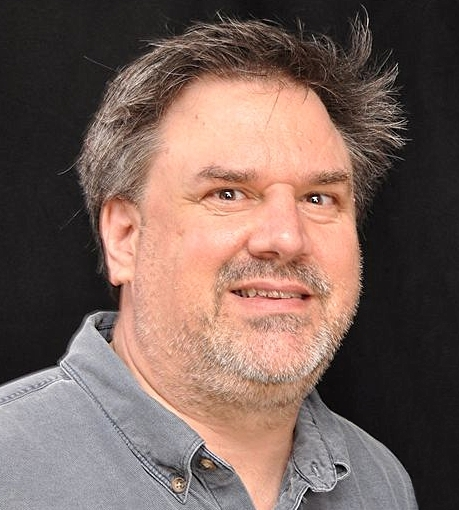
創造《猴島的秘密》的羅恩·吉伯特

吉伯特對於《猴島的秘密》的遊戲宗旨希望能架構在一個「更簡單輕鬆」、「更容易讓玩家上手」的作品，他對於當時雪樂山公司所推出的一些冒險遊戲裡只要做錯判斷、就容易出現遊戲結束這種像是處罰玩家的方式不能苟同。吉伯特先前在1987年推出的《瘋狂大樓》便實行了這種理念，而他在《猴島的秘密》更想辦法減少會卡關的問題發生。而《猴島的秘密》裡，幾乎不可能有讓玩家角色小蓋死去而結束遊戲的情況發生，除了在一個小蓋落在海裡的橋段中、玩家故意在超過十分鐘内不讓小蓋脫離險境上岸才會出現遊戲結束訊息。（會超過十分鐘才死去的原因是小蓋在遊戲角色設定裡，個人的專長是「在水裡憋氣十分鐘」）
《猴島的秘密》是採用對話樹（Dialog tree）架構的冒險遊戲，及在與非玩家操控的角色碰面時、可選擇不同的對白選項來談話互動。而遊戲裡由謝弗與葛羅斯曼所撰寫的遊戲對白，不少是出自他們在製作遊戲時的臨時發揮、或是由他們私下的個人喜好所獲得的靈感，如遊戲中的一句對白「我感覺在地獄一定會見到一堆蘑菇」（I had a feeling in hell there would be mushrooms）是出自謝弗個人對於蘑菇之類東西的厭惡。其中遊戲一段讓玩家挑選出正確的對白、以羞辱對手以取勝的「羞辱鬥劍」（Insult Swordfighting）便是吉伯特三人從影星艾羅爾·弗林拍攝的一些電影中，片裡的海盜經常開口對敵人冷嘲熱諷的橋段所獲得的靈感。另外作家奧森·斯科特·卡德在當時前往天行者牧場訪問吉伯特一行人時，也提供了不少羞辱對白供遊戲使用。

### 技術
作品採用的遊戲開發引擎為「SCUMM」，先前便是為了讓吉伯特開發出1987年遊戲《瘋狂大樓》所特別做出的程式套件。因較早版本的SCUMM裡頭有許多寫死的命令在指令碼語言中，在開發《猴島的秘密》時便做了許多修正。先前SCUMM有設計查看物品（What is）的指令選單；來讓玩家觀察遊戲裡的周遭物品內容，在《猴島的秘密》則簡化成直接以滑鼠移動到該物品上即可顯示其名稱，此改變也成為往後盧卡斯推出的冒險遊戲採用的方式之一。另外《猴島的秘密》裡也用了一些更有效率的方法以利遊戲進行，如當滑鼠移動到遊戲人物角色時，動作選單會自行移動到「對話」選項。
遊戲的色彩美工由史蒂夫·普賽爾擔任，也是先前吉伯特在開發《瘋狂大樓》的同伙。在色彩設計上最早推出的磁碟片版本《猴島的秘密》是支援EGA顯示卡及320x200解析度、16色的效果。而主角小蓋的外服會採用白與黑的搭配也是受限當時於色彩可用數量的限制。之後發售的可支援256色VGA顯示卡的版本有對角色及背景色彩上做了修正。
配樂部份是由麥可·蘭德製作，此為麥可·蘭德個人首次在LucasArts裡接案的作品。音樂則是採用MIDI的控制協議製作，後續推出的光碟版另有重新混音製成較高音質的CD音軌。

## 作品反應

### 評價
《猴島的秘密》發售後，在電子遊戲雜誌所獲得的遊戲評價以獲得正面回應居多。遊戲雜誌《Dragon》1991年份的168期上表示著雖然《猴島的秘密》遊戲售價偏高，但有著幽默的情節、精緻的VGA圖形畫面、配樂、以及有趣的謎題和對白等優點。而《Zero》雜誌的特約作家鄧肯·麥當勞（Duncan MacDonald）則認為此遊戲最值得稱許的地方是可以在選擇不同難度的「是個遊玩到最後的過程都是有趣的遊戲」。
《Computer and Video Games》的保羅·格蘭西（Paul Glancey）另表示《猴島的秘密》的遊戲水準高出先前盧卡斯較早期所推出的其它冒險遊戲，而與其它單純為了解謎的冒險遊戲相比之下，多出了爆笑趣味的角色及及別出心裁的謎題，遊玩時令人彷彿參與了一場有趣的喜劇電影，整體來說絕對是令人著迷的作品。《ACE》的史蒂芬·庫克（Steve Cooke）覺得在遊戲的圖形及音效表現上相當好，唯獨對於遊戲設計師在一些角色名或地名後方刻意標上商標圖形「™」的玩笑不太滿意，認為此作法影響了遊玩時的氣氛。
《Amiga Power》馬克·瑞蕭（Mark Ramshaw）則評析此作品突出的操控介面及獨樹一格的世界觀、可謂替圖形冒險遊戲帶來了新的風潮，足以讓人將其它冒險遊戲如《魔域》或由《哈比人歷險記》、《魔戒》名奇幻小說等改編的電子遊戲暫擱在一旁。而《Amiga Computing》的尼克·克拉克森（Nick Clarkson）認為在畫面及音效，且有著簡單易上手的操控介面。另外《Amiga Action》表示著在「畫面及氣氛漂亮地表現出加勒比海的風味，是個值得去花錢擁有的一款遊戲。」

### 列名項目
- 雜誌《Amiga Power》64期：歷來最佳電子遊戲第19名[29]
- 雜誌《電腦遊戲世界》148期：史上前150大PC平台電子遊戲第19名[30]
- 電子遊戲論壇網站IGN：IGN評選史上遊戲名作之一[31]、LucasArts出品10大最佳冒險遊戲第7名[32]
- 電子遊戲網站1UP.com：100大電子遊戲第62名[33]
- 史密森尼美國藝術博物館：2011年電子遊戲藝術展（The Art of Video Games）展出作品之一。[34]

## 大眾文化的引用
2005年在隸屬海華郡公立學校系統的哈蒙德高中 （Hammond High School）裡 ，一名叫做克里斯·荷帝 （Chris Heady）的學生自行編寫、執導了一部由《猴島的秘密》改編的舞台劇於校內公開。盧卡斯得知後允許將作品版權授予該名學生使用，但附加了限制上演期間不能超過一年、且只能用於非營利使用的但書。而金氏世界紀錄大全事後也將《猴島的秘密》列為「在電子圖形冒險遊戲中，第一個被改編成舞台劇的作品」。
2009年有人在網路上開玩笑地將《猴島的秘密》遊戲裡一些虛構的烈酒配方、貼在臉書的頁面上，而阿根廷的C5N頻道誤將此類惡搞內容信以為真、之後在新聞節目呼籲青少年不要隨意嘗試調配對身體有害的烈酒「烈酒XD」（Grog XD）。後續猴島系列的第五作《猴島傳說》中，刻意在某一遊戲場景裡擺上一台有銷售「烈酒XD」的飲料販賣機。＝

## 重製特別版本

### 概要
LucasArts在2009年7月推出了將《猴島的秘密》重製版本《猴島的秘密特別版》（The Secret of Monkey Island: Special Edition），該重製的特別版支援了個人電腦、Xbox 360、i Phone等平台，並且可採用電子軟體分發方式下載遊玩。而首次的公開則是在當年6月的E3遊戲展上。
此作品提案來自於LucasArts的遊戲製作人之一克雷格‧德瑞克（Craig Derrick），當時他的製作團隊正在想出做出可以忠於原味、又能帶來新鮮感的作品，之後便想到可以把LucasArts旗下將近二十年前的電子遊戲《猴島的秘密》給重製。
特別版除了以全新遊戲引擎將遊戲畫面精細化，並加上了全程遊戲配音，其中還添加了可在遊戲中切換特別版或初代版本畫面的選項。
而LucasArts的遊戲社群經理布魯克斯‧布朗（Brooks Brown）表示著雖然遊戲製作團隊盡可能在特別版裡保持原汁原味，但考量到當時採用的由SCUMM遊戲引擎所做出的操控介面；在現今遊樂器手柄上的類比搖桿會能有操控不易的情況，而做了修改。而原作中的一些笑料也曾在重製版本中被考慮到是否要修改，如原先版本裡在酒吧的場景中有一名身上掛著「歡迎洽問《紗之器》」（Ask Me About LOOM）名牌的海盜，其中《紗之器》是LucasArts在《猴島的秘密》之前所推出的冒險遊戲，此細節曾被布魯克斯‧布朗等人考量到因現今有聽過老遊戲《紗之器》的玩家已不多、而是否要修改成「歡迎洽問《星際大戰：原力釋放》」（Ask Me About Star Wars: The Force Unleashed），之後則認為到修改此細節就不算原來的《猴島的秘密》而保留下來。

### 特別版的評價
重製特別版本的《猴島的秘密》評價與原作相同，已獲得正面回應居多。電子遊戲傳媒網站GamePro與評論網站IGN皆認同新版本在畫面、音效上的表現，且遊玩的過程是令人愉悅的。
GameSpot網站則認為特別版本將遊戲角色給予全程配音後、原始版本的人物相較之下就顯得死板，整體來看特別版本的各項表現已可讓人不必再去眷戀、花時間回味原始版本的內容。另Eurogamer的評論者丹·懷特黑德（Dan Whitehead）表示著「雖然很想對此特別版本挑出毛病來批評，但必須要說特耶版本各方面都超過了原作，是個經得起時間考驗的遊戲作品。」